# Hypomecis
Genre
Hypomecis est un genre de lépidoptères (papillons) de la famille des Geometridae.

## Liste des espèces
- Hypomecis buchollzaria (Lemmer, 1937).
- Hypomecis danieli (Wehrli, 1932).
- Hypomecis gnopharia (Guénée, 1857).
- Hypomecis longipectinaria Blanchard et Knudson, 1984.
- Hypomecis luridula (Hulst, 1896).
- Hypomecis punctinalis (Scopoli, 1763) - Boarmie pointillée.
- Hypomecis roboraria (Denis et Schiffermüller, 1775).
- Hypomecis umbrosaria (Hübner, 1813).